# Tadeusz Czapelski
Tadeusz Czapelski, ps.: „Aliguis”, „Cello”, „Deuszek”, „Ta. Cza.” (ur. 1853, zm. 24 lipca 1930 w Warszawie) – dziennikarz, literat, publicysta, sekretarz naukowy Zakładu Narodowego im. Ossolińskich we Lwowie.

## Życiorys
Urodził się w rodzinie Jakuba i Celestyny ze Smochowskich (1927–1915). Uczył się w gimnazjum we Lwowie, był uczestnikiem powstania styczniowego 1863. W latach 1874–1891 był dziennikarzem poczytnych pism warszawskich oraz sekretarzem redakcji „Kuriera Warszawskiego”. W 1891, po powrocie do Lwowa, otrzymał w Ossolineum posadę kierownika Czytelni dla Młodzieży i Szerokiej Publiczności, był także korespondentem „Kuriera Warszawskiego”, „Tygodnika Ilustrowanego”, „Kuriera Codziennego” oraz „Echa Muzycznego i Teatralnego”. Był redaktorem wydawanej nakładem Macierzy Polskiej „Niedzieli” (1895–1899) i w 1912 redaktorem naczelnym „Kroniki Powszechnej” – wydawanego we Lwowie tygodnika społecznego, literackiego i naukowego. Był także sekretarzem naukowym, kustoszem Zakładu Narodowego im. Ossolińskich we Lwowie. Korektor Dzieł wszystkich Słowackiego. Współautor (z Ludwikiem Bernackim) sztuki Obiad czwartkowy, wystawionej po raz pierwszy na scenie Teatru Narodowego w Warszawie (premiera 8 maja 1925, w reż. Kazimierza Kamińskiego). 
Był także współpracownikiem „Encyklopedii Macierzy Polskiej” oraz członkiem Polskiego Towarzystwa Gimnastycznego „Sokół-Macierz” we Lwowie.
Był mężem Heleny z Dobieckich h. Ossoria (zm. 1931).
Został pochowany na cmentarzu Powązkowskim (kwatera 198-3-15).

## Publikacje
- Borejko M., Czapelski T., Sekretarz i Adwokat Domowy, Lwów 1871.
- Czapelski T., Rewindykator polskości, Zakład Narodowy im. Ossolińskich, Lwów 1927.

## Ordery i odznaczenia
- Srebrny Krzyż Zasługi (24 maja 1928)[9]